# Acorela
Acorela (lat. Azorella), rod štitarki. od pedesetak vrsta vazdazelenih trajnica u Južnoj Americi, Australiji i Novom Zelandu.
Poznate su kao yareta ili llareta, niskog su rasta i poluloptastog oblika, narastu do oko 6 m (20 stopa) u promjeru. Samooplodni cvjetovi ružičaste boje ili boje lavande hermafroditni su i primarno ih oprašuju male mušice iz reda dvokrilaca, kao i niz drugih vrsta malih insekata, uključujući pčele, ose i moljce.

## Vrste
1. Azorella acaulis (Cav.) Drude
2. Azorella albovaginata (Gillies & Hook.) G. M. Plunkett & A. N. Nicolas
3. Azorella allanii (Cheeseman) G. M. Plunkett & A. N. Nicolas
4. Azorella ameghinoi Speg.
5. Azorella andina (Phil.) Drude
6. Azorella aretioides (Spreng.) Willd. ex DC.
7. Azorella biloba (Schltdl.) Wedd.
8. Azorella boelckei (Mathias & Constance) G. M. Plunkett & A. N. Nicolas
9. Azorella burkartii (Mathias & Constance) G. M. Plunkett & A. N. Nicolas
10. Azorella cockaynei Diels
11. Azorella colensoi (Domin) G. M. Plunkett & A. N. Nicolas
12. Azorella compacta Phil.
13. Azorella corymbosa (Ruiz & Pav.) Pers.
14. Azorella crassipes Phil.
15. Azorella crenata (Ruiz & Pav.) Pers.
16. Azorella cryptantha (Clos) Reiche
17. Azorella cuatrecasasii Mathias & Constance
18. Azorella diapensioides A. Gray
19. Azorella diversifolia Clos
20. Azorella echegarayi (Hieron.) G. M. Plunkett & A. N. Nicolas
21. Azorella echinus (DC.) G. M. Plunkett & A. N. Nicolas
22. Azorella exigua (Hook. fil.) Drude
23. Azorella filamentosa Lam.
24. Azorella fragosea (F. Muell.) Druce
25. Azorella fuegiana Speg.
26. Azorella haastii (Hook. fil.) Drude
27. Azorella hallei (Skottsb.) G. M. Plunkett & A. N. Nicolas
28. Azorella hookeri Drude
29. Azorella hydrocotyloides (Hook. fil.) Kirk
30. Azorella julianii Mathias & Constance
31. Azorella lyallii (J. B. Armstr.) G. M. Plunkett & A. N. Nicolas
32. Azorella lycopodioides Gaudich.
33. Azorella madreporica Clos
34. Azorella microphylla (Cav.) G. M. Plunkett & A. N. Nicolas
35. Azorella monantha Clos
36. Azorella monteroi S. Martínez & Constance
37. Azorella multifida (Ruiz & Pav.) Pers.
38. Azorella nitens Petrie
39. Azorella nivalis Phil.
40. Azorella pallida (Kirk) Kirk
41. Azorella patagonica Speg.
42. Azorella pedunculata (Spreng.) Mathias & Constance
43. Azorella polaris (Hombr. & Jacq. ex Decne.) G. M. Plunkett & A. N. Nicolas
44. Azorella prolifera (Cav.) G. M. Plunkett & A. N. Nicolas
45. Azorella pulvinata Wedd.
46. Azorella ranunculus d'Urv.
47. Azorella robusta (Kirk) G. M. Plunkett & A. N. Nicolas
48. Azorella roughii (Hook. fil.) Kirk
49. Azorella ruizii G. M. Plunkett & A. N. Nicolas
50. Azorella schizeilema G. M. Plunkett & A. N. Nicolas
51. Azorella selago Hook. fil.
52. Azorella spinosa (Ruiz & Pav.) Pers.
53. Azorella triacantha (Griseb.) Mart. Fernández & C. I. Calviño
54. Azorella trifoliolata Clos
55. Azorella trifurcata (Gaertn.) Pers.
56. Azorella trisecta (H. Wolff) Mart. Fernández & C. I. Calviño
57. Azorella ulicina (Gillies & Hook.) G. M. Plunkett & A. N. Nicolas
58. Azorella valentini (Speg.) Mart. Fernández & C. I. Calviño